# آدام پتروش
آدام پتروش (چکی: Adam Petrouš؛ زادهٔ ۱۹ سپتامبر ۱۹۷۷) بازیکن فوتبال اهل جمهوری چک بود.
از باشگاه‌هایی که در آن بازی کرده‌است می‌توان به باشگاه فوتبال ویکتوریا ژیژکوف، باشگاه فوتبال روبین کازان، باشگاه فوتبال اسلاویا پراگ، باشگاه فوتبال بوهمیانس ۱۹۰۵، باشگاه فوتبال آدمیرا واکر مودلینگ، باشگاه فوتبال آنکارا اسپور، باشگاه فوتبال اسپارتا پراگ، باشگاه فوتبال اسلوان لیبرتس، باشگاه فوتبال ارتسگبیرگ آئو، و باشگاه فوتبال آستریا وین اشاره کرد.
وی همچنین در تیم‌های ملی فوتبال زیر ۲۱ سال جمهوری چک و جمهوری چک بازی کرده‌است.